# Федорук Олександр Касіянович
Олекса́ндр Касія́нович Федору́к (27 вересня 1938, Мерикур-Коран — 1 червня 2025, Київ) — український мистецтвознавець. Член Національної спілки журналістів України, Національної спілки художників України (1978), Національної спілки майстрів народного мистецтва України (1990). Голова Всеукраїнської філії Міжнародної асоціації мистецтвознавців (АІСА, 1996). Заслужений діяч культури Польщі (1977), Заслужений діяч мистецтв України (2003). Доктор мистецтвознавства (1996). Професор (2004). Академік (2000), член-кореспондент (1997) Національної академії мистецтв України.

## Життєпис
Народився у родині українських та польських емігрантів у Франції у місті Мерикур-Коран у департаменті Па-де-Кале. Батько Касіян Федорук (26.III.1906—24.III.1972) виїхав до Франції навесні 1929 року, працював шахтарем. Народився у с. Кошляки, Збаразький повіт. Мати Олена з Левандовських (7.XI.1911—17.I.2002) виїхала до Франції у 1936 році. Народилася в с. Поток Великий коло Любліна. Побралися 2 квітня 1937 року.
У 1945 році у Франції пішов до школи. Наприкінці 1947 року родина переїхала до України. З Одеси родину відправили на Донбас, де Касіян працював на шахті коло Єнакієво. Переживали голод. Через півроку життя на Донбасі родина переїхала до села Кошляки, де Олександр продовжив навчання у школі.
У 1950 році Касіян поїхав із села на роботу до Тернополя, куди невдовзі перевіз родину. У тому самому році Олександр пішов до шостого класу Тернопільської середньої школи № 6, вчився також у музичній школі (скрипка).
У 1955—1960 роках навчався на факультеті журналістики Львівського державного університету ім. Івана Франка. У вересні 1958 року як студент працював на цілині, щоб допомогти батькам.
19 липня 1960 — 1 червня 1962 — завідувач відділу листів у районній газеті «Голос колгоспника», с. Великий Глибочок Тернопільського району.
1962 — член Спілки журналістів СРСР (у посвідченні вказано літературний псевдонім: Касьяненко).
У 1962—1968 роках — заочне навчання на факультеті теорії та історії мистецтв в Інституті живопису, скульптури й архітектури ім. І. Ю. Рєпіна Академії мистецтв СРСР (перерва в навчанні 1964-1965 рр. (третій курс); потім двічі був на третьому курсі 1965-1966 рр. і 1966-1967 рр., у 1967-1968 рр. закінчив четвертий курс, перейшов на п'ятий курс 1968-1969 рр., але зі вступом в аспірантуру ІМФЕ у Києві у листопаді 1968  р. звільнився з п'ятого курсу).
Початок серпеня — грудень 1962 — після поступлення до Ленінграда поїхав на роботу до Красноярська. Працював у місцевій газеті, пізн. матросом Красноярського судоремонтного заводу (плавав на двох кораблях по Єнісею), в картинній галереї в Красноярську, організовував художні виставки (у тому числі пересувні) картин, графіки, скульптури митців Красноярського краю в селах коло Іланська і Тайшета. Читав лекції про митців Красноярського краю і про мистецтво загалом, публікувався в красноярській періодиці (ці публікації сьогодні не віднайдені).
5 січня — 3 травня 1963 — контролер ОТК Тернопільського заводу Електроарматура. У цей період працював також лаборантом у Тернопільській середній школі № 4.
4 травня 1963 — 26 лютого 1964 — телетайпіст-радист, згодом заступник відповідального секретаря редакції тернопільської обласної газети «Вільне життя»
2 березня — 10 червня 1964 — літературний працівник редакції ужгородської газети «Закарпатська правда».
10 липня 1964 — 14 грудня 1966 — заступник відповідального секретаря редакції тернопільської обласної газети «Вільне життя».
16 грудня 1966 — 21 листопада 1968 — завідувач відділу студентської та шкільної молоді тернопільської газети «Ровесник».
1 листопада 1968 — 1 листопада 1971 — навчався в аспірантурі відділу образотворчого мистецтва в Інституті мистецтвознавства, фольклористики та етнології НАН України
29 жовтня 1971 — захист кандидатської дисертації «Украинско-польские связи в изобразительном искусстве второй половины ХІХ — начала ХХ веков» (науковий керівник — кандидат мистецтвознавства Ю. В. Белічко).
У 1971—2005 роках — працював у цьому Інституті (з 1 листопада 1971 року в.о. молодшого наукового співробітника відділу образотворчого мистецтва, з 1 лютого 1974 року молодший науковий співробітник того самого відділу, з 16 травня 1974 року вчений секретар Інституту, з 1 червня 1982 року завідувач сектору мистецтва соціалістичних країн, з 1 грудня 1987 року заступник директора Інституту з наукової роботи (з 4 травня 1992 до 1 грудня 1993 року за сумісництвом), з 1 грудня 1993 року до 5 липня 2005 року завідувач відділу мистецтва та народної творчості зарубіжних країн за сумісництвом). 4 травня 1978 року присвоєно учене звання старшого наукового співробітника. Секретар та член правління Національної спілки художників України.
1978 — член Спілки художників СРСР.
1990, грудень. — член Спілки майстрів народного мистецтва України.
Від 1991 року — член Національної комісії у справах ЮНЕСКО
4 травня — 28 грудня 1992 — заступник голови Колегії з питань гуманітарної політики Державної думи України.
29 грудня 1992 — 21 лютого 2000 — голова Національної комісії з питань повернення в Україну культурних цінностей.
9 грудня 1995 — 13 листопада 2001 — член Комісії з питань відновлення видатних пам'яток історії та культури при Президентові України.
25 квітня 1996 — захист докторської дисертації «Польський живопис 1945—1965 рр.: розвиток реалістичних традицій і авангарду».
10 червня 1997 — 26 січня 1998 — заступник голови Ради з питань збереження національної культурної спадщини при Президентові України.
4 грудня 1997 — член-кореспондент Академії мистецтв України.
1 березня 2000 — 6 жовтня 2004 — голова Державної служби контролю за переміщенням культурних цінностей через державний кордон.
11 травня 2000 — академік Академії мистецтв України.
2001—2010 — член Комітету з Національної премії України імені Тараса Шевченка (указами про склад Шевченківського комітету від 10 жовтня 2001 — голова Іван Дзюба, 14 листопада 2005 — голова Роман Лубківський, 8 грудня 2008 — голова Микола Жулинський).
28 квітня 2004 — учене звання професора.
1 жовтня 2004 — 2 жовтня 2017 — завідувач кафедри теорії та історії мистецтв Національної академії образотворчого мистецтва і архітектури.
З початку 2005 — позаштатний радник міністра культури і мистецтв України.
2006—2019 — головний редактор журналу «Образотворче мистецтво».
2 січня 2018 — 12 березня 2020 — головний науковий співробітник Інституту сучасного мистецтва НАМ України.
Березень 2020 — 12 грудня 2022 — професор кафедри мистецтвознавчої експертизи Інституту практичної культурології та арт-менеджменту Національної академії керівних кадрів культури і мистецтв; з 15 вересня 2020 року завідувач цієї кафедри.
12 січня 2023 — початок січня 2025 — головний науковий співробітник Інституту сучасного мистецтва НАМ України.
Помер 1 червня 2025 року. Похований на кладовищі Петропавлівської Борщагівки.

## Звання та премії
- 12 квітня 1977 — заслужений діяч культури Польщі.
- 1988 — премія імені Олександра Білецького в галузі літературно-художньої критики.
- 1993 — премія імені Олени Пчілки (за художньо-документальну повість «Корнило Устиянович»).
- 17 грудня 2002 — нагорода почесною відзнакою Українського фонду культури "За подвижництво в культуріˮ.
- 14 квітня 2003 — заслужений діяч мистецтв України[7].
- 5 жовтня 2004 — Почесна грамота Верховної Ради України «За особливі заслуги перед Українським народом».
- 2004 — золота медаль Академії мистецтв України.
- 2007 — мистецька премія в Гайдусобослоо/Hajdúszoboszló (Угорщина).
- 2007 — обласна премія у сфері образотворчого мистецтва та мистецтвознавства ім. Олександра Осмьоркіна (Художньо-меморіальний музей О. О. Осмьоркіна у м. Кропивницькому).
- 7 жовтня 2009 — орден князя Ярослава Мудрого V ступеня[8].
- 2010 — відзнака Міністерства культури і туризму України «За багаторічну плідну працю в галузі культури».
- 8 жовтня 2019 — дійсний член Наукового товариства ім. Шевченка у Львові[9].
- 16 вересня 2021 — медаль НСХУ "За творчі здобуткиˮ.
- 2021 — лауреат єпархіальної премії ПЦУ імені преподобного Паїсія Величковського, затверджено архієпископом Полтавським і Кременчуцьким Федором.
- 20 вересня 2024 — відзнака громадської Національної премії «Скарб нації» — «За відповідальне батьківство».

## Вибрані наукові праці
- Федорук О. Міфи та реалії перехідного періоду. Імена: Олександр Саєнко, Ніна Саєнко, Олеся Майданець// Родовід. — 1994. — № 9. — С. 93, 97.
- Федорук О. К. Пластика Петра Капшученка : / Акад. мистецтв України, Ін-т мистецтвознав., фольклористики та етнології ім. М. Т. Рильського НАН України та ін. ; фото О. Михайлюка, П. Капшученка ; упоряд. Л. П. Шмітт, Брус Шмітт. — Київ ; Нью-Йорк: Коць, 2004. — 275 с.
- Федорук О. К. Микола Бутович: Життя і творчість: (повернуті імена) / Олександр Федорук ; Ін-т мистецтвознав., фольклористики та етнології ім. М. Т. Рильського НАН України, Держ. служба контролю за переміщенням культ. цінностей через держ. кордон України, Акад. мистецтв України. — Київ ; Нью-Йорк: Коць М. П., 2002. — 431 с. : іл.., табл.
- Федорук О. К. Василь Хмелюк / О. К. Федорук — К. : Тріумф, 1996. — 262с.
- Федорук О. К. Дивосвіт Аки Перейми: Зі свободою приходить вільна національна культура :/ Олександр Федорук. — Київ: Веселка, 1996 с.
- Федорук О. Фіголь М. Радість і смуток Ярослава Пстрака: повість про художника (1880—1916) / Олександр Федорук, Михайло Фіголь. — Львів : 1997. — 147 с.
- [Федорук О. К.] "...В ім'я святої справи": Бібліографічний покажчик праць Федорука О. К. та матеріалів про його діяльність / Головне управління культури Київської міської державної адміністрації; Центральна міська бібліотека ім. Лесі Українки / Складачі Голіченко Т.Б., Криворучко Л.С.; відп. за вип. Горбач Л.С. — Київ, 1995. — 12 с.
- Федорук Олександр Касьянович: (бібліогр. покажч.) / Нац. парламент. б-ка України / Упоряд. С.А.Брони, Є.Л.Гаврилюк, В.О.Кононенко, Л.А.Кухар, Я.О.Федорук. — Київ: Нац. парламент. б-ка України, 1998. — 70 с.
- Михайло Андрієнко і європейське мистецтво XX ст. : матеріали міжнар. конф. : збірник / Ін-т мистецтвознавства, фольклористики та етнології ім. М. Т. Рильського НАН України ; відп. ред. О. Федорук. — Київ: Абрис, 1996. — 91 с.
- Григорій Крук та європейська пластика середини XX століття: матеріали міжнар. наук. конф., Івано-Франківськ, 3-5 груд. 1992 p. / Ін-т археографії НАН України та ін. ; ред. О. Федорук. — Київ : 1995. — 77 с.
- Олександр Касіянович Федорук: біобібліогр. покажч. / Нац. акад. мистецтв, Ін-т пробл. сучас. мистецтва ; упоряд.: Я. Федорук, В. Ханко. — Київ: Фенікс, 2010. — 160 с.
- Федорук О. К. Перетин знаку: вибр. мистецтвознав. ст. : у 3 кн. Кн. 2 : Українська культурологія. Історія та теорія мистецтва. Постаті. Народна творчість. Рецензії. / Олександр Федорук ; Акад. мистецтв України, Ін-т пробл. сучас. мистецтва. — Київ: Фенікс, 2007. — 362 с.
- Федорук О. Ратай українського поля. Мистецтвознавець Віталій Ханко. — К. : Видавець Остап Ханко, 2007. — 16 с. — ISBN 978-966-2922-44-8.
- Федорук О. К. Перетин знаку: у 3 кн. Кн. 1 : Історія та теорія мистецтва. Постаті. Народна творчість / Олександр Федорук ; Акад. мистец. України, Ін-т пробл. сучас. мистец. — Київ: Вид. дім А+С, 2006. — 269 с.
- Федорук О. К. Моя колекція — життя моє: бесіди з Михайлом Кнобелем / Олександр Федорук. — Київ: Фенікс, 2015. — 189 с.
- Федорук О. К. Маестро художнього скла Андрій Бокотей / Олександр Федорук; [голов. ред. Т. Ковтуненко]. — Київ: Либідь, 2008. — 319 с. : іл.., портр.
- Федорук О. К. Василь Хмелюк / О. К. Федорук ; Нац. комісія з питань повернення в Україну культур. цінностей при Каб. Міністрів. — К. : Тріумф, 1996. — 262 с.
- Українське барокко та європейський контекст: архітектура, образотв. мистецтво, театр і музика / АН УРСР, Ін-т мистецтвознав., фольклору та етнографії ім. М. Т. Рильського, Пол. акад. наук, Ін-т мистецтва; редкол.: О. К. Федорук (відп. ред.) та ін. — Київ: Наук. думка, 1991. — 254 с.
- Графіка як вид образотворчого мистецтва: комплект (10 репрод. і брош. з пояснюв. текстом) / авт.-упоряд. О. К. Федорук. — Київ: Мистецтво, 1983.
- Федорук О. К. Мистецтво, народжене соціалізмом: Самодіяльне образотворче і декоративно-прикладне мистецтво / АН УРСР. Ін-т мистецтвознав., фольклору та етнографії ім. М. Т. Рильського ; відпов. ред. В. А. Афанасьєв. — Київ: Наук. думка, 1976. — 12 с.
- Федорук О. Джерела культурних взаємин: Україна в творчості пол. худож. другої половини XIX — початку XX ст. / Олександр Федорук. — К. : Мистецтво, 1976. — 125 с.
- Федорук О. Корнило Устиянович: повість: для серед. та старш. шк. віку / Олександр Федорук ; худож. І. Литвин. — Київ: Веселка, 1992. — 188 с. — (Світочі).
- Ака Перейма. Павлина Клим. Вака Фаррара-Перейма. Ірма Осадца. Кераміка / ред. О. К. Федорук. — Київ: б. в. 2011. — 132 с.
- Сучасні проблеми дослідження, реставрації та збереження культурної спадщини: зб. наук. пр. з мистецтвознав., архітектурознав. і культурол. Вип. 8 / Акад. мистецтв України, Ін-т пробл. сучас. мистец. ; редкол.: В. Д. Сидоренко (голова) та ін. — Київ: Муз. Україна, 2012. — 578 с.